# Cowpen Bewley
Cowpen Bewley är en by i civil parish Billingham, i kommunen Borough of Stockton-on-Tees, i grevskapet Durham i England. Byn är belägen 6 km från Stockton-on-Tees. Cowpen Bewley var en civil parish 1866–1937 när blev den en del av Billingham och Newton Bewley. Civil parish hade 706 invånare år 1931.